# La lycéenne est dans les vaps
Série
Les lycéennes redoublent
(1978) La lycéenne séduit ses professeurs
(1979)
Pour plus de détails, voir Fiche technique et Distribution.
La lycéenne est dans les vaps (La liceale, il diavolo e l'acquasanta) est une comédie érotique italienne en trois sketches réalisée par Nando Cicero et sortie en 1979.
Elle fait partie de la série de La Lycéenne.

## Synopsis
Paradiso andata e ritorno
Luna, afin de réaliser son rêve de devenir chanteuse, est prête à séduire Ciclamino, son ange gardien naïf et fragile.
Amore e manette
L'agent de police Carmelo Petralia est amoureux de Concetta. Mais en tentant de la séduire, il se retrouve en rival d'un homosexuel sur le point de se convertir.
Povero Diavolo
Lino accepte de vendre son âme au diable afin de ne pas être expulsé de chez lui. Mais le diable vient lui rendre visite, avec quelque chose de moins spirituel derrière la tête. 

## Notice technique
- Titre en français : La lycéenne est dans les vaps[2]
- Titre original : La liceale, il diavolo e l'acquasanta[3]
- Réalisation : Nando Cicero
- Scenario :	Nando Cicero, Stefano Esse
- Photographie :	Federico Zanni
- Montage : Alberto Moriani (it)
- Musique : Ubaldo Continiello
- Production : Camillo Teti
- Maison de production : Fedelfilm, Medusa Cinematofrafica
- Pays de production :  Italie
- Langue originale : Italien
- Format : Couleurs - Son mono - 35 mm
- Durée : 100 minutes[3]
- Genre : Comédie érotique italienne
- Dates de sortie :
  - Italie : 7 décembre 1979
  - France : 30 juillet 1980[2]

## Distribution
- Gloria Guida : Luna
- Lino Banfi : Lino
- Alvaro Vitali : Carmelo Petralia
- Pippo Santonastaso : Le diable Pupù
- Maria Luisa Serena : Rosaria
- Alberto Ercolani (sous le nom de « Claudio Saint-Just ») : Ciclamino
- Tiberio Murgia : Le commandant
- Loredana Solfizi : La femme enchaînée
- Salvatore Baccaro : L'homme primitif
- Giovanni Vannini : Le propriétaire de Chez Lino
- Mimmo Poli : L'agressé
- Antonio Spinnato : L'agresseur
- Ernest Thole : Ernesto
- Susanna Salviati : Concetta
- Marcella Petrelli : La fille qui trafique le vélo de Luna
- Luigi Uzzo : Un ange
- Nando Paone
- Aristide Caporale
- Alfredo Adami

## SérieLa Lycéenne
- 1973 : La lycéenne découvre l'amour (La ragazzina) de Mario Imperoli
- 1975 : La lycéenne a grandi' (Quella età maliziosa) de Silvio Amadio
- 1975 : À nous les lycéennes (La liceale) de Michele Massimo Tarantini
- 1976 : La lycéenne se marie (Scandalo in famiglia) de Marcello Andrei
- 1978 : Les lycéennes redoublent (La liceale nella classe dei ripetenti) de Mariano Laurenti
- 1979 : La lycéenne est dans les vaps (La liceale, il diavolo e l'acquasanta) de Nando Cicero
- 1979 : La lycéenne séduit ses professeurs (La liceale seduce i professori) de Mariano Laurenti
- 1981 : La lycéenne fait de l'œil au proviseur (La ripetente fa l'occhietto al preside) de Mariano Laurenti
- 1982 : La Lycéenne et les Fantômes (La casa stregata) de Bruno Corbucci